# کشمش (املش)
کشمش یک روستا در ایران است که در استان گیلان واقع شده‌است. کشمش ۲۷ نفر جمعیت دارد.